# إنجي كارلسون
إنجي كارلسون هو لاعب كرة قدم سويدي في مركز الدفاع، ولد في 25 سبتمبر 1946. شارك مع منتخب السويد تحت 23 سنة لكرة القدم. أما مع النوادي، فقد لعب مع نادي يورغوردينس.